# Lago Helene
El lago Helene (en alemán: Helenesee) es un lago situado a 8 km al sur de la ciudad de Fráncfort del Óder, al este del distrito rural independiente de Fráncfort del Oder —junto a la frontera con Polonia—, en el estado de Brandeburgo (Alemania), a una elevación de 56.6 metros; tiene un área de 250 hectáreas.